# Agnieszka Renc
Agnieszka Renc (ur. 9 stycznia 1986) – polska wioślarka, zawodniczka Warszawskiego Towarzystwa Wioślarskiego, razem z Magdaleną Kemnitz wicemistrzyni świata w dwójce podwójnej wagi lekkiej podczas Mistrzostw Świata 2009 w Poznaniu. Mistrzyni Świata w czwórce podwójnej wagi lekkiej podczas Mistrzostw Świata 2012 w Płowdiwie (z Magdaleną Kemnitz, Weroniką Deresz i Jacklyn Halko).
Ukończyła studia sportowe w Wyższej Szkole Edukacji w Sporcie w Warszawie na studiach magisterskich oraz studia rolnicze w Szkole Głównej Gospodarstwa Wiejskiego w Warszawie na studiach magisterskich
Aktualna Mistrzyni Polski w konkurencji jedynki wagi lekkiej. Multimedalistka Akademickich Mistrzostw Polski na ergometrze wioślarskim. Aktualna akademicka rekordzistka Polski na 1000 m na ergometrze wioślarskim.
W 2009 za osiągnięcia sportowe została odznaczona przez prezydenta Lecha Kaczyńskiego Złotym Krzyżem Zasługi.
Od 2013 r. jest trenerką „młodziczek” w WTW Warszawa, a od 2018 r. również trenerką juniorek młodszych (Warszawskie Towarzystwo Wioślarskie).
W 2017 r. jej zawodniczki Zofia Krukowska i Urszula Zawadzka zdobyły srebrny medal na MP młodziczek w Poznaniu.
W 2019 r. jej zawodniczki Zofia Krukowska i Urszula Zawadzka zdobyły srebrny medal na MP juniorek młodszych w Kruszwicy.

## Osiągnięcia
- Mistrzostwa Świata do lat 23 – Regatta 2008 – dwójka podwójna wagi lekkiej – 9. miejsce.
- Puchar Świata – Poznań 2008 – czwórka podwójna wagi lekkiej – 2. miejsce.
- Puchar Świata – Banyoles 2009 – dwójka podwójna wagi lekkiej – 5. miejsce.
- Puchar Świata – Monachium 2009 – dwójka podwójna wagi lekkiej – 3. miejsce.
- Puchar Świata – Luzerna 2009 – dwójka podwójna wagi lekkiej – 6. miejsce.
- Mistrzostwa Europy – Brześć 2009 – dwójka podwójna wagi lekkiej – 2. miejsce[4].
- Mistrzostwa Świata – Poznań 2009 – dwójka podwójna wagi lekkiej – 2. miejsce[4].
- Akademickie Mistrzostwa Europy – Kruszwica 2009 – jedynka wagi lekkiej – 1. miejsce.
- Puchar Świata – Bled 2010 – dwójka podwójna wagi lekkiej – 12. miejsce.
- Puchar Świata – Luzerna 2010 – dwójka podwójna wagi lekkiej – 6. miejsce.
- Mistrzostwa Europy – Montemor-o-Velho 2010 – dwójka podwójna wagi lekkiej – 2. miejsce[4].
- Mistrzostwa Świata – Bled 2011 – jedynka wagi lekkiej – 7. miejsce.
- Mistrzostwa Europy w Wioślarstwie – Płowdiw 2011 – dwójka podwójna wagi lekkiej – 6. miejsce.
- Mistrzostwa Świata – Płowdiw 2012 – czwórka podwójna wagi lekkiej – 1. miejsce.